# 7262 Sofue
7262 Sofue este un asteroid din centura principală de asteroizi.

## Descriere
7262 Sofue este un asteroid din centura principală de asteroizi. A fost descoperit pe 27 ianuarie 1995 la Oizumi de Takao Kobayashi. El prezintă o orbită caracterizată de o semiaxă mare de 2,27 ua, o excentricitate de 0,26 și o înclinație de 10,2° în raport cu ecliptica.